# Cauvignac
Cauvignac település Franciaországban, Gironde megyében. Lakosainak száma 144 fő (2022. január 1.). Cauvignac Sigalens, Grignols, Lavazan, Marions, Masseilles és Sendets községekkel határos.

## Népesség
A település népességének változása:
| Lakosok száma | 151  | 135  | 110  | 124  | 166  | 160  | 169  | 154  | 147  | 144  |
|               | 1968 | 1982 | 1990 | 2006 | 2013 | 2015 | 2017 | 2019 | 2020 | 2022 |